# Paul Arriola
Paul Joseph Arriola, född 5 februari 1995, är en amerikansk fotbollsspelare som spelar för DC United i Major League Soccer.

## Klubbkarriär
I augusti 2017 värvades Arriola av DC United. Den 1 februari 2021 lånades han ut till Swansea City på ett låneavtal över resten av säsongen 2020/2021. Den 31 mars 2021 återvände Arriola till DC United efter att råkat ut för en lårskada som skulle hålla honom borta från spel i 4–6 veckor.

## Landslagskarriär
Arriola debuterade för USA:s landslag den 22 maj 2016 i en 3–1-vinst över Puerto Rico, där han även gjorde ett mål.